# Pistoolster
De Pistoolster is een Wolf-Rayetster, een blauwe hyperreus en een van de meeste lichtkrachtige sterren in de Melkweg. Het is een van de vele massieve jonge sterren in het Quintuplet-cluster. De naam komt van de vorm van de Pistoolnevel, die deze ster verlicht. De ster ligt 25.000 lichtjaar van de aarde verwijderd in het sterrenbeeld Boogschutter. De ster zou zichtbaar kunnen zijn als een magnitude 4-ster, als deze niet in een wolk van interstellaire stof had gelegen.

## Eigenschappen
De Pistoolster werd ontdekt door Ruimtetelescoop Hubble in de vroege jaren 90 van de 20e eeuw. Er wordt verondersteld dat deze ster reeds meer dan 10 zonnemassa's aan materiaal heeft afgeworpen door grote uitbarstingen. Als gevolg van deze uitbarstingen is er een gigantische gaswolk rond de ster ontstaan, waardoor de ster beperkt zichtbaar is. De sterrenwind van deze ster is ongeveer 10 miljard keer sterker dan die van onze eigen zon. De exacte leeftijd van de ster is onbekend, hoewel het  mogelijk binnen 1 tot 3 miljoen jaar een supernova of hypernova kan worden. Deze ster straalt evenveel energie uit in 20 seconden als de Zon in een jaar.